# Nisina
La nisina és una bacteriocina peptídica policíclica sintetitzada de manera natural per diferents soques de Lactococcus lactis. La molècula conté 34 aminoàcids en els quals destaquen alguns aminoàcids no gaire comuns com lantionina, β-metil lantionina, metilantionina, dehidroalanina i àcid dehidroaminobutíric. Està inclosa a la llista d'additius de la Unió Europea amb el número E-234. Es troba dins la classe dels lantibiòtics, juntament amb la subtilina i la mersacidina.
La nisina es va descobrir l'any 1928 perquè Streptococcus inhibia els cultius iniciadors per la producció de formatge. Inicialment se sospitava que la causa de la inhibició era la presència de bacteriòfags, però les investigacions van indicar que n'era responsable un polipèptid produït per certes soques de Streptococcus lactis. L'any 1947, Mattick i Hirsch la van anomenar nisina derivant el nom de “Substància Inhibidora del grup N”, sent N el serotip de S. lactis anomenat per Lancefield. Actualment Streptococcus lactis s'anomena Lactococcus lactis. Es va començar a utilitzar com a conservant en aliments l'any 1951. L'organització de les Nacions Unides per l'Agricultura i l'Alimentació (ONUAA) i l'Organització Mundial de la Salut (OMS) van acceptar la nisina l'any 1969 i l'Administració d'Aliments i Medicaments dels Estats Units (FDA), l'any 1988. Avui en dia, hi ha diferents preparats que contenen nisina que s'utilitzen com a conservants. Un d'ells és el Nisaplin.

## Biosíntesi
El pèptid precursor de la nisina està format per 57 aminoàcids. Abans de ser secretat a l'exterior de la cèl·lula, pateix una sèrie de modificacions post traduccionals. Els residus de serina i treonina es deshidraten formant dehidroalanina i àcid dehidroaminobutíric, respectivament; i en cinc casos formen ponts tioèters intramoleculars amb residus de cisteïna presents en el pèptid precursor.

## Mecanisme d'acció
La nisina mata eficientment els bacteris mitjançant la combinació de dos mecanismes: la inhibició de la biosíntesi de la paret cel·lular i la formació de porus a les membranes citoplasmàtiques. La molècula té càrrega neta positiva, i això afavoreix que pugui interaccionar amb els fosfolípids de membrana carregats negativament. En concret, interacciona amb el lípid II, precursor de la paret cel·lular. Aquesta interacció anul·la el potencial de la membrana i provoca que la nisina pateixi una translocació en un extrem, la qual cosa causa la formació d'un porus que permet la sortida de soluts del citoplasma, provocant la mort cel·lular. Els bacteris Gram negatiu solen ser resistents a la nisina perquè la membrana exterior de la cèl·lula impedeix el seu pas cap a la membrana citoplasmàtica.

## Aplicacions

### Alimentació
Si bé, en general, la majoria de bacteriocines inhibeixen només espècies estretament relacionades amb l'espècie productora, la nisina és un exemple poc freqüent de bacteriocina d'ampli espectre eficaç contra molts microorganismes Gram positius com Listeria monocytogenes, Staphylococcus aureus, Bacillus cereus i Clostridium botulinum i especialment eficaç contra espores. No obstant això, no té gran influència sobre els bacteris Gram negatiu, fongs filamentosos o llevats, tot i que els bacteris Gram negatiu poden arribar a ser susceptibles a l'acció de la nisina després d'un xoc tèrmic o si interaccionen amb el quallant EDTA. La nisina és bastant resistent a tractaments tèrmics, especialment si es realitzen a pH menor de 3,5. La solubilitat de la nisina en aigua depèn del pH: a pH 2,2 és més soluble que a pH 11. La seva concentració es pot mesurar mitjançant diverses tècniques com la cromatografia líquida (HPLC) o mitjançant una bioanàlisi de difusió en agar.
La nisina no se sintetitza químicament sinó que s'obté a partir del cultiu d'algunes soques de Lactococcus lactis en substrats naturals, com la glucosa, o a partir d'una fermentació en medi lacti modificat, per exemple a partir del sèrum lacti. És estable tèrmicament en medi àcid. S'utilitza com a conservant per protegir l'aliment del creixement de patògens, per allargar la vida útil i per disminuir el malbaratament o les possibles alteracions de nombrosos productes com formatges, carns, productes en llauna, llet pasteuritzada i esterilitzada, begudes i postres de llet que inclouen farines, sucre i cremes. Una altra aplicació és l'ús en envasos actius que s'impregnen amb nisina per allargar la vida útil de la carn de vedella envasada. S'han fet estudis que demostren que té un efecte sinèrgic amb el metabisulfit per inhibir el creixement de bacteris acètics del vi. Aquesta combinació d'antimicrobians pot suposar un nou mètode de conservació pel vi que permeti una utilització de menors concentracions de metabisulfit. La nisina funciona millor en aliments líquids o que es puguin homogeneïtzar en comparació amb productes sòlids o heterogenis perquè la bacteriocina pot distribuir-s'hi més uniformement.
Quan es consumeix un aliment amb nisina, els enzims digestius la digereixen ràpidament i, en conseqüència, no és absorbida pel sistema digestiu ni altera la microbiota del tracte intestinal. El valor de la dosi letal 50 (DL50) és, aproximadament, de 7g/kg de pes corporal, similar al de la sal comuna. No hi ha proves de resistència creuada amb antibiòtics utilitzats en medicaments.